# Carl Hester
Carl Hester MBE (Sark, 29 de junho de 1967) é um adestrador de elite britânico, campeão olímpico.

## Carreira
Carl Hester  representou seu país nos Jogos Olímpicos de 1992, 2000, 2004 e 2012, na qual conquistou no adestramento por equipes a medalha de ouro, em Londres 2012. 
Proprietário de muitos cavalos, como o AD Valegro de Charlotte Dujardin, seu cavalo campeão olímpico é o AD Uthopia um garanhão KWPN.